# 鸿山墓群
鸿山墓群，又称鸿山越国贵族墓，现有鸿山遗址博物馆、中国吴文化博物馆，位于中华人民共和国江苏省无锡市新吴区鸿山镇东部。

## 特点
鸿山墓群位于新吴区，有近百座。2003年，南京博物院考古研究所、无锡市锡山区文管会对其中7座古墓考古发掘，出土文物2300余件。墓葬以丘承墩特大型墓为主，其余各墓随之呈扇形分布。出土遗存物有青瓷器、低温硫璃陶器、玉器等。大墓中发现良渚文化、马家浜文化层。2004年，该考古发现被认定为当年“全国十大考古新发现”。2006年，中华人民共和国国务院公布其为全国重点文物保护单位。现有鸿山遗址博物馆，为国家4A级旅游景区。

## 图库

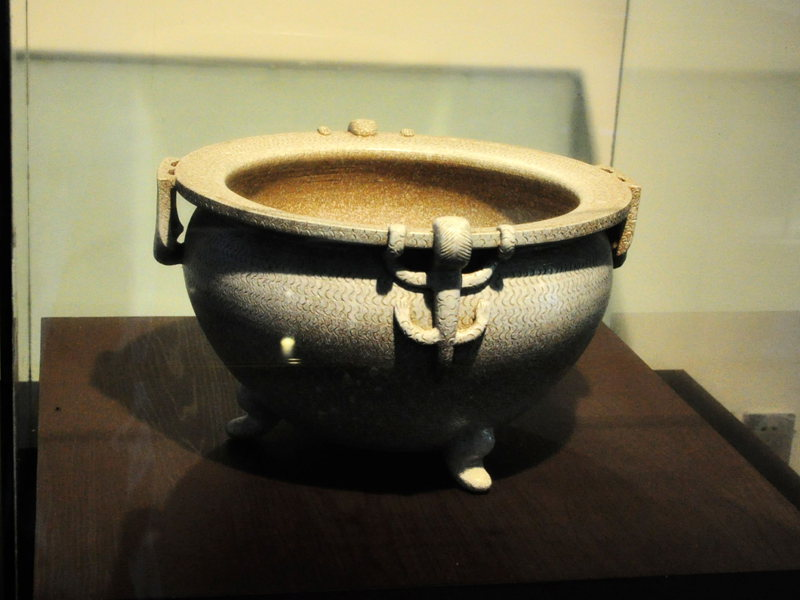
鸿山遗址出土的青翁三足缶
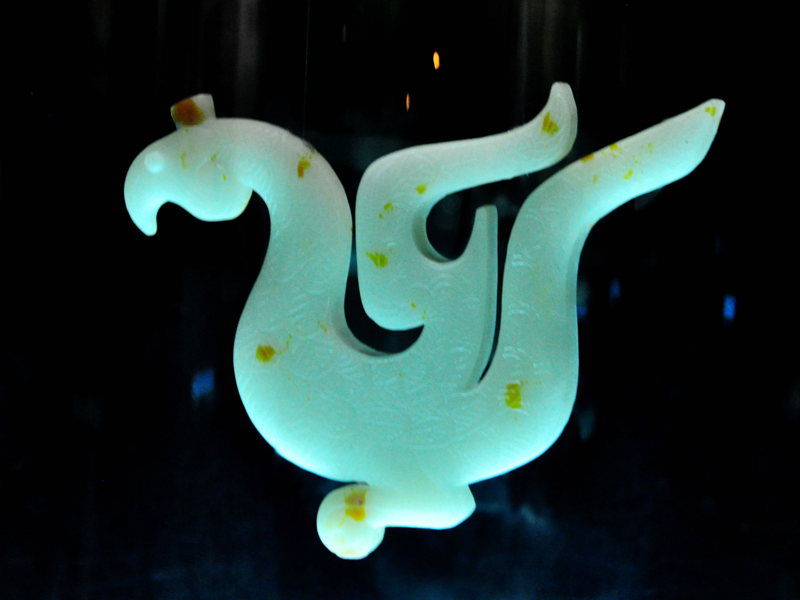
鸿山遗址出土的凤鸟纹饰玉器，是吴越地区鸟图腾崇拜的象征。2008年被无锡市作为城市徽标